# Израильско-чилийские отношения
Израильско-чилийские отношения — двусторонние дипломатические отношения между Чили и Израилем. Чили признали независимость Израиля в феврале 1949 года. Оба государства установили дипломатические отношения 16 мая 1950 года. Израиль отправил своего посла в Чили в этот же день, а Чили отправили своего посла в Израиль 16 июня 1952 года. У Чили есть посольство в Тель-Авиве. У Израиля есть посольство в Сантьяго де Чили. Посол Израиля в Чили — Эльдад Хает.

## История
После признания президентом США Дональдом Трампом Иерусалима столицей Израиля, чилийские депутаты выдвинули инициативу об аналогичном признании статуса Иерусалима согласно закону Израиля от 1980 года, а также о желании перенести туда своё посольство из Тель-Авива.
В декабре 2018 года израильский премьер Нетаньяху посетил Бразилию для участия в церемонии инаугурации новоизбранного президента Болсонару. В ходе визита Нетаньяху встретился с президентом Чили Себастьяном Пиньерой.
В сентябре 2022 года чилийский президент Габриэль Борич отказался принять верительные грамоты израильского посла Гиля Арциали. Израильский МИД выпустил официальное заявление, назвав инцидент «странным и беспрецедентным», а также наносящим ущерб отношению двух стран; посол Чили в Израиле был вызван в МИД для дачи объяснений. Позднее посол Арциали сообщил, что МИД Чили принес свои извинения за инцидент.
В ноябре 2023 года на фоне операции «Железные мечи» чилийский президент Габриэль Борич объявил об отзыве посла для консультаций.

## Дипломатические визиты
В ноябре 1983 года чилийский министр иностранных дел Мигель Швайцер Уолтерс посетил Израиль. Генеральный прокурор Израиля Ицхак Замир поднял вопрос о выдачи подозреваемого нацистского военного преступника Вальтера Рауффа. Уолтерс сказал, что он не может экстрадировать Рауфф из-за истечения срока давности согласно чилийскому законодательству. В 1984 году ещё один запрос был сделан Генеральным директором министерства иностранных дел Израиля о выдаче Рауффа министру иностранных дел Чили Хайме дель Валле. Дель Валле заявил, что было бы «неуместно» экстрадировать Рауфа.
Бывший премьер-министр Израиля Голда Меир посетила Чили с министром иностранных дел Шимоном Пересом а в марте 2005 года состоялась первая официальная поездка в Израиль министра иностранных дел Игнасио Уолкера с сопровождающей его делегацией.

## Военное сотрудничество
Военный и военно-морской атташе, а также офисы по обороне и ВВС при посольстве Чили в Израиле стараются поддерживать и усиливать связи с АОИ «для того, чтобы обучение, тренировка и обмен опытом были возможны» и для увеличения «военных связей между министерством обороны и их израильскими коллегами, чтобы соответствовать чилийской международной и военной политике».
В 1988 году чилийское правительство вместе с израильским правительством и Госдепартаментом США заблокировали продажу бомбардировщиков F5 из Чили в Иран.
Израиль является основным поставщиком военной техники чилийским вооружённым силам. В 1993 году система IAI Phalcon была продана чилийским военно-воздушным силам.
В 2002 году чилийские ВВС выбрали израильскую компанию производителя вооружений RADA Electronic Industries для поставки усовершенствованного цифрового решения для своих новых самолётов F-16 C/D. В декабре 2010 года три крупнейших израильских производителя беспилотников сделали предложение о продаже чилийским ВВС.
В декабре 2019 года израильтяне оказали помощь чилийским ВВС по их запросу в поиске потерпевшего катастрофу самолёта C-130 Hercules чилийских ВВС, на борту которого находились 38 человек. Израильская компания ImageSat International, получив запрос от АОИ через израильский МИД, задействовала для этих целей свой спутник.

## Израильская помощь
После землетрясения в Чили в 1965 году правительство Израиля предложило медицинское оборудование и материалы.
После землетрясения в Чили в 2010 году правительство Израиля опубликовало заявление, в котором говорится: «Израиль поддерживает чилийское правительство и народ и желает выразить свои соболезнования семьям жертв и оказать свою поддержку жителям в это трудное время». Израильское правительство оказало Чили медицинскую и инженерную помощь. Израильская компания Rafael Advanced Defense Systems предоставила в аренду чилийским военно-воздушным силам два беспилотных летательных аппарата для оценки ущерба, нанесённого после землетрясения.

## Двусторонние соглашения
С 1953 года Израиль и Чили подписали многочисленные двусторонние соглашения:
- Соглашение о культурном обмене (1953)
- Соглашение о научно-техническом сотрудничестве (1965)
- Соглашение о мирном использовании ядерной энергии (1965)
- Соглашение о любительских радиооператорах (1982)
- Соглашение об организации воздушных перевозок в пределах и за пределами соответствующих границ (1982)
- Соглашение о торговом и экономическом сотрудничестве (1982)
- Исполнительная программа культурного обмена (1983)
- CONAF — соглашение фонда ККЛ о сотрудничестве и технической помощи в лесном секторе (1983)
- Соглашение о сотрудничестве с туристами (1986)
- Соглашение о контроле над наркотиками и психотропными веществами (1993)
- Соглашение о выдаче виз в дипломатических, служебных, специальных и служебных паспортах (1994)
- Соглашение о культурном, научно-техническом сотрудничестве (1995)
- Совместная комиссия по культуре, состоявшаяся в Иерусалиме (1996)
- Соглашение об оплачиваемой деятельности для родственников дипломатической миссии или консульского представительства (2007)
- Меморандум о взаимопонимании в отношении организации двусторонних консультаций между министерствами иностранных дел Чили и Израиля (2007)
- Соглашение о сотрудничестве в области лесного хозяйства. (1993)[26]

В октябре 2010 года премьер-министр Израиля Биньямин Нетаньяху пригласил президента Чили Себастьяна Пиньеру в Израиль для подписания соглашения о свободной торговле между двумя странами.

## Инциденты с безопасностью
В 2009 году пуля попала в машину израильского посла в Чили Дэвида Дадона, разбив лобовое стекло. Дадона не было в машине, и никто не пострадал, но безопасность была ужесточена.

## Евреи в Чили
В 2006 году вновь избранный кабинет министров Чили Мишель Бачелет был описан как «самое еврейское правительство в мире». Министры общественных работ (Эдуардо Битран), планирования и сотрудничества (Кларисса Харди), горнодобывающей промышленности и энергетики (Карен Пониячик) и заместитель министра иностранных дел (Альберто ван Клаверен) были евреями. Позднее, преемник Бачелет премьер-министр Себастьян Пиньера назначил Родриго Инспетера, еврея по национальности, на должность главы МВД, а позднее — на должность министра обороны.
Еврейская община Чили насчитывает примерно от 10 000 до 16 000 членов, большинство из которых проживают в столице Сантьяго. По некоторым данным всего в Чили прожаивают 20 700 евреев.

## Палестинский вопрос
В 2006 году ряд чилийских политиков, в том числе депутаты Иван Паредес и Серхио Агило, «решительно осудили израильскую агрессию против палестинского народа в секторе Газа и на Западном берегу и призвали правительство Чили отозвать своего посла в Тель-Авиве до тех пор, пока не закончится агрессия». Лидер социалистического блока в чилийском парламенте Алехандро Наварро сказал: «Латинская Америка должна реагировать как единый голос против того, что происходит на оккупированных палестинских территориях». Наварро также сообщил, что они собираются «организовать делегацию чилийских законодателей в качестве международных наблюдателей на оккупированной палестинской территории и выразить солидарность с палестинским народом». Член коммунистической партии Чили Хьюго Гутьеррес назвал Израиль «террористическим государством» и потребовал от Организации Объединённых Наций «действовать от имени международного права, чтобы остановить массовые убийства и добиться палестинского суверенитета над своей землёй».
В январе 2011 года правительство Чили приняло резолюцию «Признавая существование Государства Палестина как свободного, независимого и суверенного государства». Высокопоставленный израильский чиновник ответил, что «это бесполезный и пустой жест, потому что он ничего не изменит. Чилийское заявление, как и предыдущие в Латинской Америке, не будет поощрять палестинцев к переговорам». Президент Чили Себастьян Пиньера сказал: «Таким образом мы содействуем достижению этой цели, которая может существовать на Ближнем Востоке, в палестинском государстве и государстве Израиль, которые могут жить в мире и процветании и признавать границы с безопасными границами».
В ответ Гавриил Залясник, президент еврейской общины Чили, считал, что израильский МИД допустил ошибку. Залясник верил, что заявление, которое в конечном счёте вынудило чилийское правительство принять палестинскую независимость, в то же время признавая право Израиля на безопасность, было «не дипломатическим фиаско, которое некоторые из них считали своим делом, а на самом деле были чем-то вроде победы».
В июле 2014 года правительство Мишель Бачелет отозвало своего посла в Израиле во время конфликта в Газе, заявив, что операция Израиля «нарушает фундаментальные нормы международного гуманитарного права».
В апреле 2017 года Израиль запретил въезд на свою территорию Ануара Маджлуфа, исполнительного директора Палестинской федерации Чили и активиста движения BDS. Маджлуф публично призывал к бойкоту Израиля и пытался сорвать подписание двусторонних чилийско-израильских соглашений в области торговли и экономики. Министр внутренней безопасности и стратегического планирования Израиля Гилад Эрдан (Ликуд) заявил, что активисты движения BDS «являются врагами Израиля» и им не будет позволено въехать в страну. Эти действия соотносятся с принятым за месяц до описываемых событий законом, который был утверждён Кнессетом — закон разрешает МВД и другим ответственным лицам не пускать в страну лиц, призывающих к бойкоту Израиля.